# Ca' d'Oro

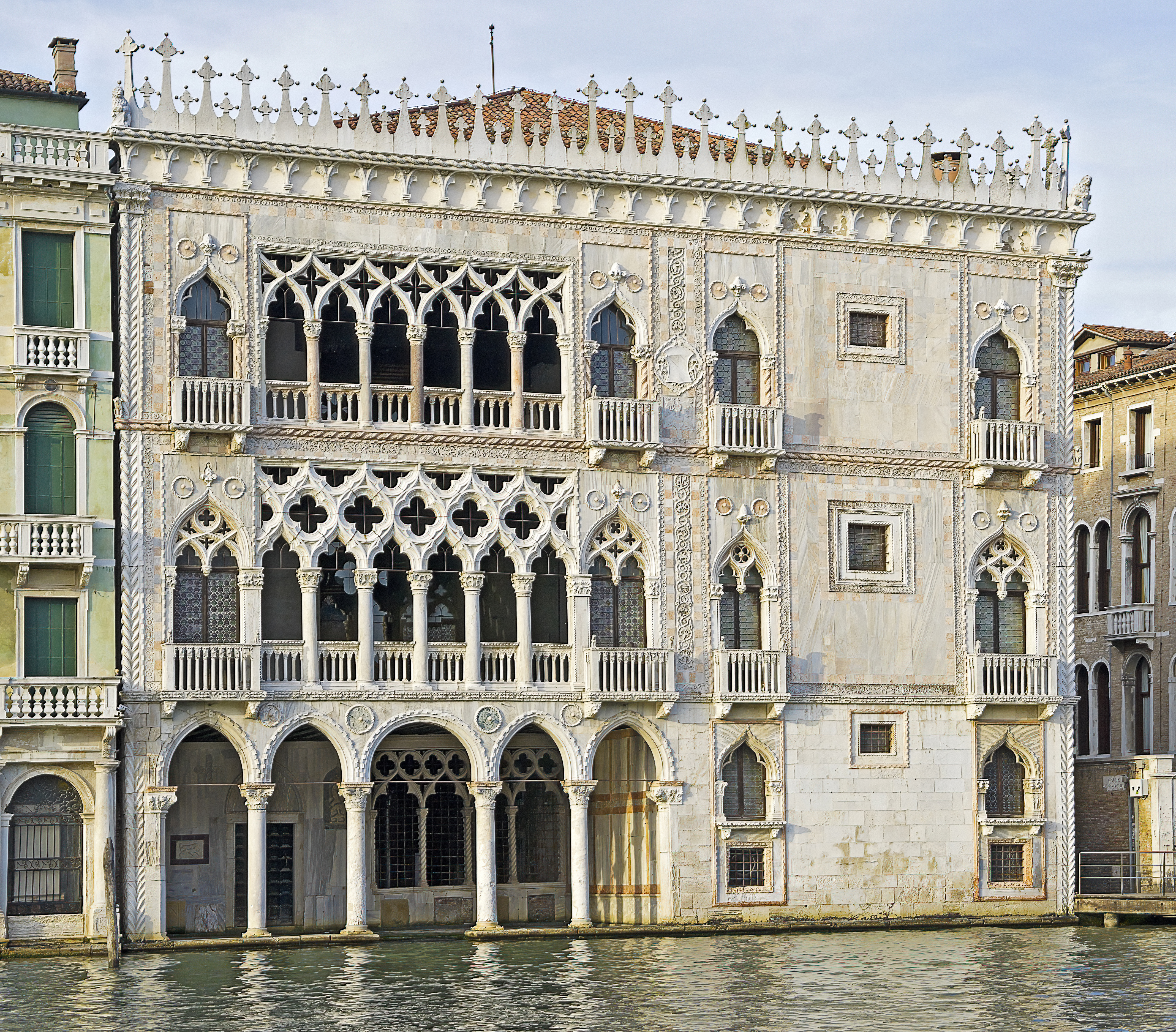
Foto van de façade (2011)

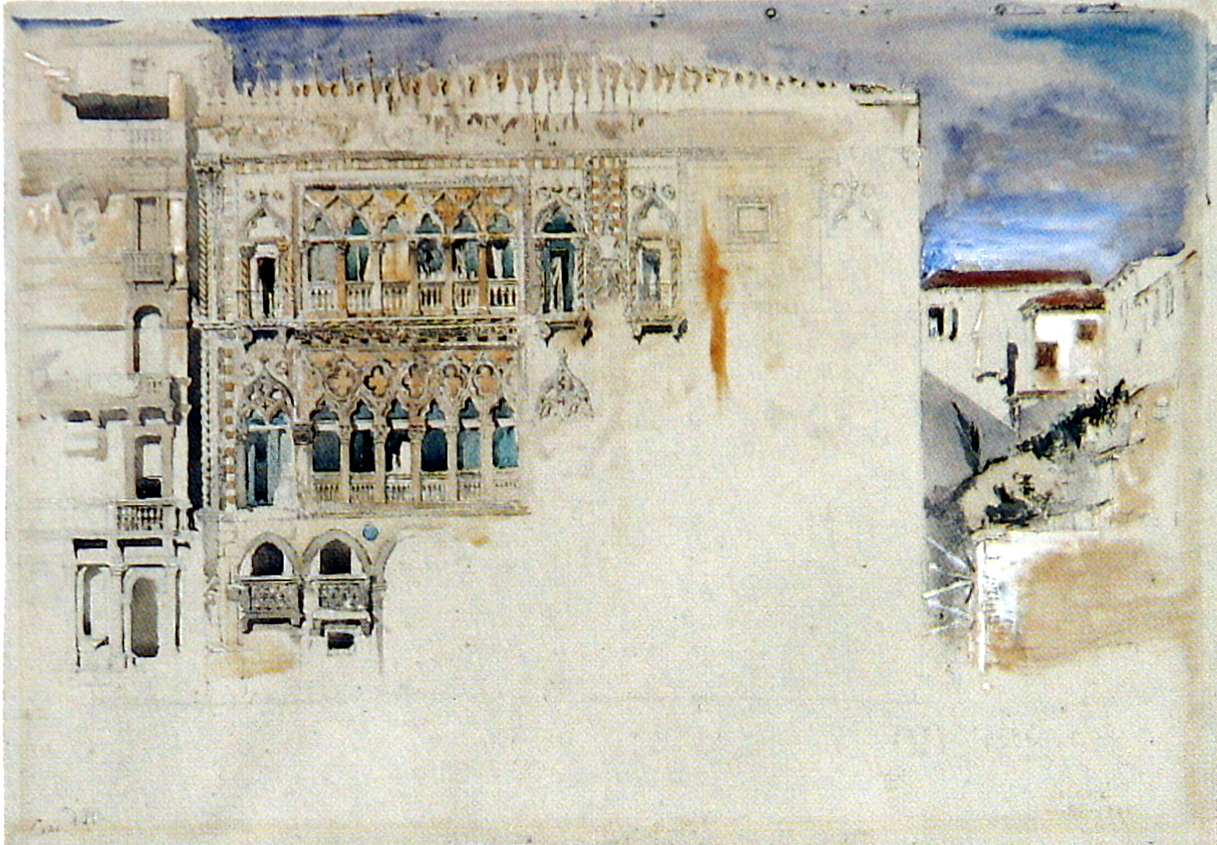
De Ca' d'Oro geschilderd door John Ruskin

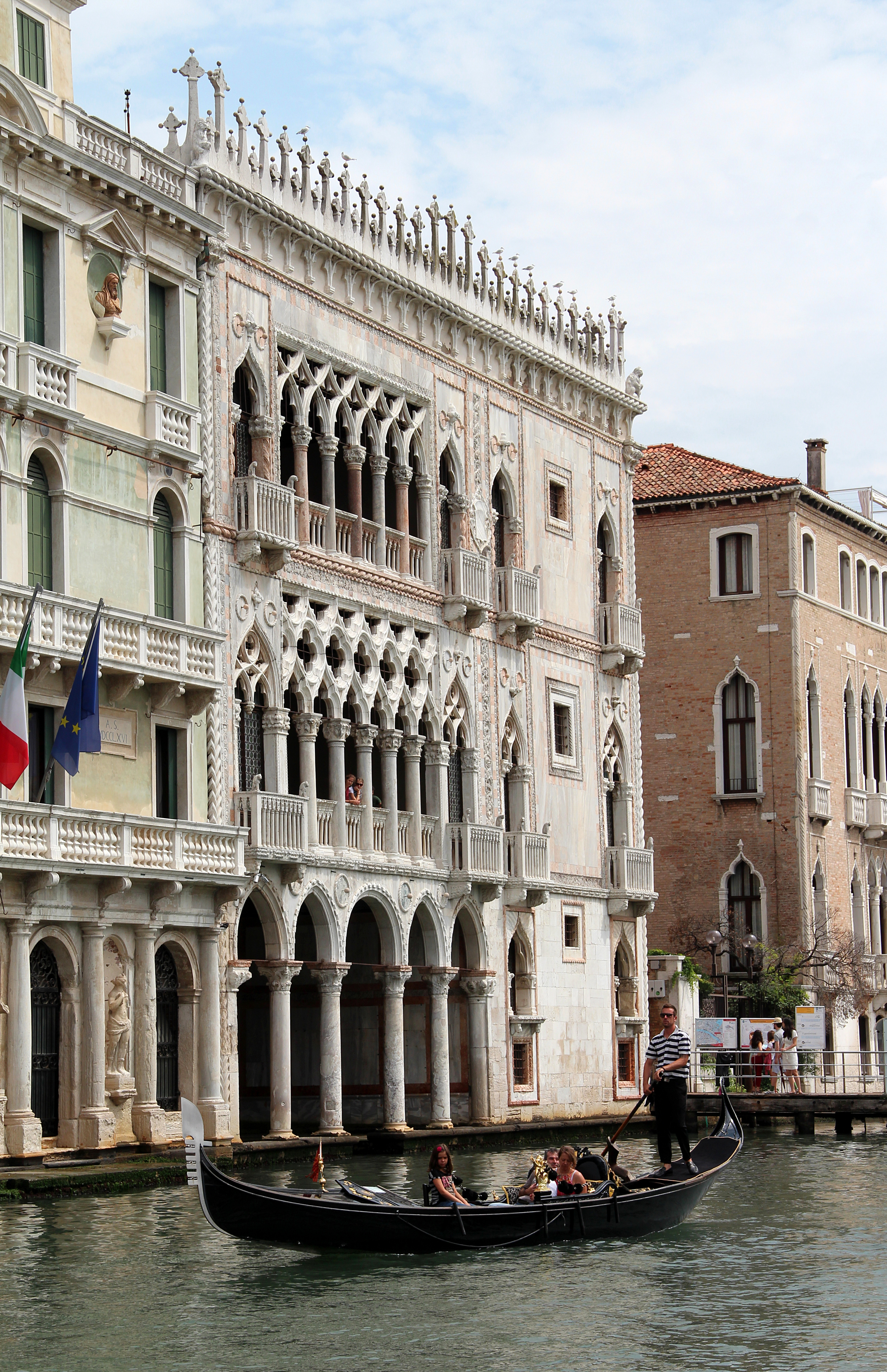
Gondelier vaart voor de Ca'd'Oro.

Het Ca' d'Oro ('gouden huis') (Palazzo Santa Sofia) staat in Venetië aan het Canal Grande.
Het paleis werd in opdracht van Mario Contarini in 1424-1434 gebouwd in gotische stijl, die in die tijd in Venetië nog zeer populair was. Het heeft een rijkelijk versierd interieur met uitzicht vanuit de loggia’s (balkons) op het Canal Grande. Op de eerste en tweede verdieping bevindt zich het museum Galleria Franchetti, met een imposante verzameling schilderijen zoals de Sint Sebastiaan van Andrea Mantegna. In 1840 schonk de Russische prins Troebetskoi het paleis aan de ballerina Maria Taglioni die allerlei veranderingen aanbracht. Deze vernieuwingen werden door Giorgio Franchetti, de laatste private eigenaar van het paleis, weer grotendeels ongedaan gemaakt. Franchetti liet het paleis na zijn dood in 1922 na aan de Italiaanse staat. Sinds 1927 is het een museum.
Zoals bijna alle Venetiaanse paleizen, behalve het Dogepaleis, worden ze met 'ca' aangeduid, in plaats van met 'palazzo'. Ca is een verkorting van het Venetiaanse (en Italiaanse) woord 'casa' dat huis betekent. Tegenwoordig worden sommige andere paleizen echter wel met 'palazzo' aangeduid.